# Réactif de Berthelot
Le réactif de Berthelot est une solution basique de phénol et d’hypochlorite de sodium, utilisée en chimie analytique. Il est nommé d’après son inventeur, le chimiste Marcellin Berthelot.
Les ions ammonium, même à l’état de traces, réagissent avec le réactif de Berthelot pour donner une coloration bleu à bleu violacé foncé qui est utilisée dans une méthode spectrophotométrique pour doser les ions NH4+ ; le nitroprussiate de sodium catalyse cette réaction,.
Le réactif peut aussi être utilisé pour le dosage de l’urée. Dans ce cas, l’enzyme uréase est utilisée pour catalyser l’hydrolyse de l’urée en dioxyde de carbone et ammoniac. Ce dernier est alors dosé avec le réactif de Berthelot.